# Bernard Pons
Bernard Pons (ur. 18 lipca 1926 w Béziers, zm. 27 kwietnia 2022 w Aigues-Mortes) – francuski polityk, lekarz i samorządowiec, długoletni poseł do Zgromadzenia Narodowego, w latach 1986–1988 i 1995–1997 minister.

## Życiorys
Ukończył studia medyczne na Université de Montpellier, po czym praktykował w zawodzie lekarza rodzinnego.
W latach 1967–1978 był radnym departamentu Lot. W 1967 po raz pierwszy został wybrany na deputowanego do Zgromadzenia Narodowego. Z powodzeniem ubiegał się o reelekcję w ośmiu kolejnych wyborach, sprawując mandat poselski do 2002 jako poseł III, IV, V, VI, VII, VIII, IX, X i XI kadencji. Był długoletnim działaczem partii gaullistowskich – Unii Demokratów na rzecz Republiki i następnie Zgromadzenia na rzecz Republiki. Od 1988 do 1995 kierował frakcją parlamentarną drugiego z tych ugrupowań, a w latach 1979–1984 pełnił funkcję sekretarza generalnego zgromadzenia. W latach 1984–1985 wchodził w skład Parlamentu Europejskiego II kadencji. Od 1983 wybierany na radnego Paryża, w stołecznej radzie zasiadał do 2008 (od 2002 jako członek UMP).
W 1969 po raz pierwszy objął stanowisko rządowe jako sekretarz stanu w resorcie rolnictwa, zajmując je do 1973. Od marca 1986 do maja 1988 sprawował urząd ministra do spraw departamentów i terytoriów zamorskich w gabinecie, na czele którego stał Jacques Chirac. W maju 1995 nowo powołany premier Alain Juppé powierzył mu funkcję ministra transportu, planowania regionalnego i zaopatrzenia. W listopadzie 1995 w drugim gabinecie tego premiera przeszedł na stanowisko ministra transportu, mieszkalnictwa, turystyki i zaopatrzenia, zajmował je do czerwca 1997.